# سان جیلیو
سان جیلیو (به ایتالیایی: San Gillio) یک کومونه در ایتالیا است که در استان تورین واقع شده‌است. سان جیلیو ۸٫۹ کیلومتر مربع مساحت و ۳٬۰۳۵ نفر جمعیت دارد و ۳۲۰ متر بالاتر از سطح دریا واقع شده‌است.